# Alosa kessleri
Alosa kessleri é uma espécie de peixe da família Clupeidae no ordem dos Clupeiformes.

## Morfologia
• Os machos podem atingir 52 cm de comprimento total.

## Alimentação
Come principalmente zygentoma e, em menor quantidade,  larvas de insectos e crustáceos (ainda que estes últimos são a comida fundamental da subespécie Alondra kessleri volgensis )

## Distribuição geográfica
Encontra-se no mar Cáspio.

## Longevidade
Vive até os 8 anos.

## Valia comercial
A carne de ' Alondra kessleri kessleri é conhecida por ser a mais saborosa de todos os clupéidos do mar Cáspio devido ao seu alto conteúdo de gordura (18,9% do seu peso antes do período de desovar, após este só representa um 1,5%).